# Comedia del arte

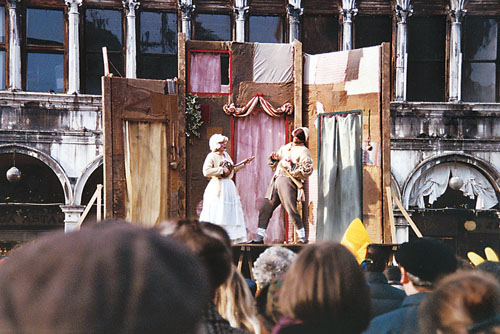
Tablado con una representación callejera de la Commedia dell'Arte, en la Plaza de San Marcos durante el Carnaval veneciano de 1999.

La comedia del arte (Commedia dell'Arte en italiano) o comedia del arte italiana es un tipo de teatro popular nacido a mediados del siglo XVI en Italia y conservado hasta comienzos del siglo XIX. Como género, mezcla elementos del teatro literario del Renacimiento italiano con tradiciones carnavalescas (máscaras y vestuario), recursos mímicos y pequeñas habilidades acrobáticas. Su aparición es contemporánea de la profesionalización de los actores y la creación de compañías estables. Los argumentos más típicos, tramas muy sencillas, suelen relatar las aventuras y vicisitudes de una pareja de enamorados (por ejemplo Florindo e Isabella) ante la oposición familiar (Pantaleone o Il Dottore) o tipos del entorno social como Il Capitano. Las intrigas, mimos y acrobacias corren a cargo de los «zanni» ('criados'), que encarnan personajes tipo como Arlequín y su novia Colombina, el astuto Brighella, el torpe Polichinela o el rústico Truffaldino.
Muchas de las claves de la «comedia del arte» fueron usadas por maestros clásicos como Shakespeare, Lope de Vega o Molière. Tras su desaparición en el siglo XIX, tuvo continuidad en géneros como la pantomima, el melodrama de estereotipos y la vertiente teatral de los payasos. A finales del siglo XX se reconocía en claves esenciales del teatro independiente, el cine burlesco y, como modelo didáctico, en la ideología de un teatro completo (basado en el actor y el colectivo), recuperador del poder del gesto y la improvisación, como se percibe en la obra de Meyerhold, Jacques Copeau, Jean-Louis Barrault y, en especial, de Dario Fo.

## Argumentos

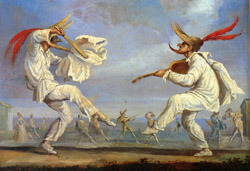
Commedia del arte, del.

La Commedia dell'Arte tomó inicialmente sus tramas y situaciones de la commedia erudita, pero a diferencia de ésta, cuyo texto se escribía íntegramente, ahora la improvisación libre de los actores era privilegio esencial, por lo que se llamó también commedia all'improviso. Además de las intrigas y escenarios típicos de la «comedia erudita», se incluían en el repertorio pasajes de tradiciones o mitos populares y, en su periodo de mayor apogeo, tragedias, tragicomedias, óperas e incluso obras de autor. El código más completo Dell'arte representiva, premediata e all'improviso, que hasta dos siglos después no se reconocería como Commedia dell'Arte, fue compilado por Andrea Perucci y publicado en Nápoles en 1699.
Ricard Salvat, en «El teatro como texto, como espectáculo», enumera como principales colecciones de argumentos de la «comedia del arte» (los canovacci, guiones esquemáticos sobre los que improvisa el actor), las de Basilio Locatelli, los publicados en 1611 por Flaminio Scala y los recopilados por Antonio Passanti en 1699, el zibaldone del padre Plácido Adriani, el manuscrito de Biancolelli, la colección del cardenal-duque de Saboya y las de la Biblioteca Nacional de Nápoles.

## Compañías
Los nombres de las principales compañías estables de comedia del arte montadas entre 1575 y 1625 se toman de las academias culturales; así nacieron: los «Celosos» (I Gelosi o Comici Gelosi), los «Ardientes», los «Confidentes», los «Deseosos», los «Fieles», los «Unidos» y la compañía de Zan Ganassa, uno de los primeros y más populares Arlequines.

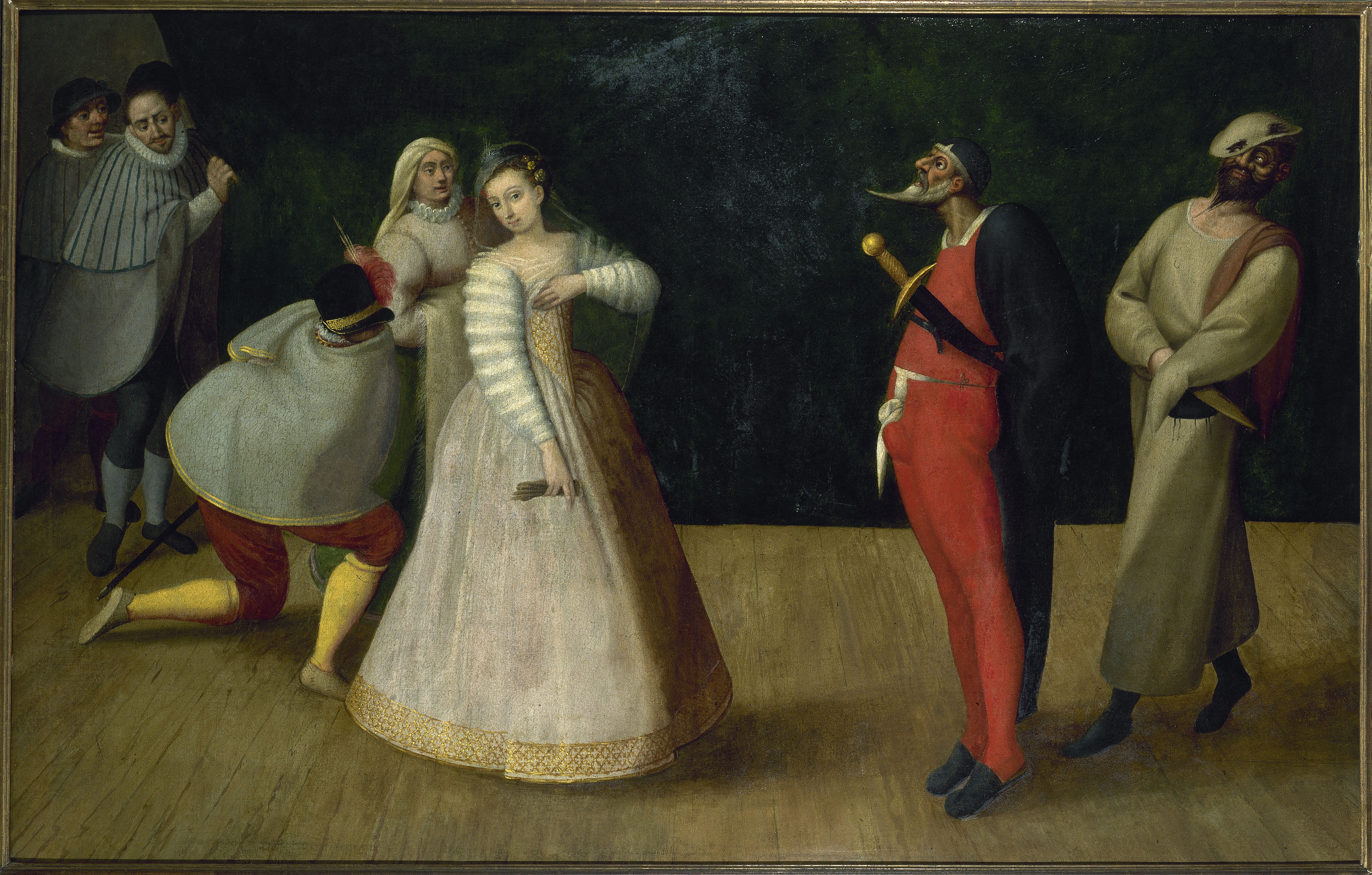
Representación de la compañía «I Gelosi» (1571-1604), en una pintura flamenca del de autor desconocido. Museo Carnavalet de París. Obsérvese que, siguiendo la tradición francesa, los actores no llevan máscaras.

## Antes y después

### Orígenes
Algunos estudios han situado el posible origen de la «comedia del arte» en las farsas atelanas romanas (relacionando zanni ('criado') con sannio, nombre dado al bufón de dichas farsas romanas), las jacculatori y el mimo «Centunculus» de los latinos, y en el mimo clásico.Otras fuentes apuntan a la fusión de actividades de juglares y malabaristas y claves cómicas de los bufones renacentistas con elementos del Carnaval; y como influencias más próximas a Commedia dell'Arte, las comedias populares dialectales de «Ruzzante» (1502-1542).

### Dialectos
La riqueza de las tradiciones orales populares, la antigua división regional italiana y por consiguiente su variedad de lenguas y jergas locales, utilizadas coloquialmente por los actores en sus improvisaciones hicieron que en la práctica, cada región de Italia crease la máscara de su dialecto local. Por ejemplo, «Arlequín» y «Brighella» proceden de Bérgamo; «Panaleón», de Venecia; «El Doctor», de Bolonia; «Stenterello», es la máscara local florentina; y «Pulcinella», «Coviello» y «El Capitán», son de origen napolitano.

### Difusión
La influencia de la comedia del arte en el teatro europeo quedó marcada por el fuerte espíritu itinerante de sus compañías a lo largo de los siglos XVI, XVII y XVIII. Un espíritu itinerante no siempre voluntario. De hecho, el gran éxodo de la Commedia dell'Arte se inició durante la Contrarreforma, cuando la Santa Sede decretó el desmantelamiento de los teatros, en especial de los romanos, tras acusar a los cómicos de graves ofensas a la ciudad santa.

## LaCommedia dell'Artefuera de Italia
La comedia del arte, bien por razones político-religiosas, bien por su raíz ambulante, no tardó en propagarse no solo por toda Italia sino por buena parte de Europa. Del Reino de Nápoles saltó a la península ibérica y, cruzando los Alpes, se extendió por toda Francia, llegando algunas compañías hasta el imperio austríaco, Alemania, Inglaterra y, ya en el siglo XVIII, a Rusia.

### En España

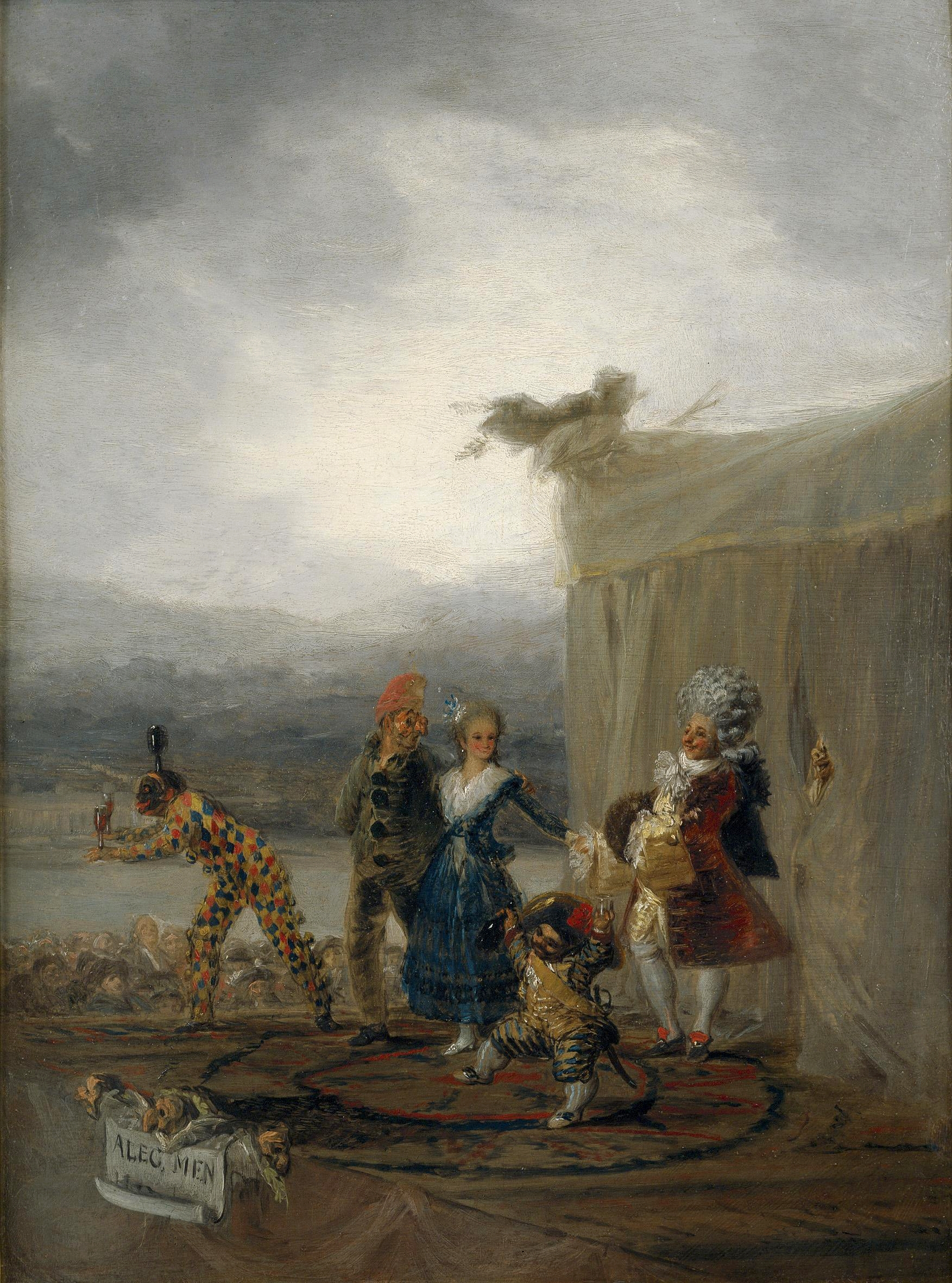
Cómicos ambulantes, una alegoría de Francisco de Goya pintada en 1793. Museo del Prado.

Ya en 1538 se registra en Sevilla la visita del Mutio, compañía en la que pudo trabajar un joven Lope de Rueda.
Así mismo, hay noticia documentada de la presencia en España desde 1574 de la compañía de Alberto Naselli (o Naseli), alias «Ganassa» o «Zan Ganassa», que actuó en Madrid, Sevilla, Toledo, Guadalajara y Valladolid, permaneciendo en la península al menos hasta 1584. Otra referencia la aporta el propio Lope de Vega, quien en 1599, y con ocasión del enlace entre el rey Felipe III de España y Margarita de Austria, eligió como disfraz en las fiestas celebradas en Valencia la máscara de «Bottarga».
Conviene no olvidar que en España se desarrolló un fenómeno paralelo, y quizá complementario, conocido como «teatro de los cómicos de la legua». Se ha percibido la clara influencia de los lazzi (recursos gestuales y gags prefijados) en los entremeses, en concreto en el llamado «entremés de repente» o improvisación dentro de un diálogo.

### En Francia
Con obras que se hicieron tan populares como Gargantua y Pantagruel, los franceses ya habían dejado patente su gusto por la farsa y la sátira, continuando la tradición de la literatura goliardesca sobre héroes del ámbito carnavalesco tan característicos de la comedia del arte que en Francia se etiquetó el género como teatro de feria («Théâtre de la Foire»). La presencia en 1571 de la compañía de «Zan Ganassa» actuando en la corte del rey Carlos IX da una idea del arraigo que la comedia italiana tenía ya en la segunda mitad del siglo XVI en Francia, donde la «Comédie à l'Impromptu» llegaría a alcanzar una personalidad propia.

#### Variantes galas
En Francia los personajes de la Commedia dell'Arte se hicieron más poéticos y elegantemente superficiales, perdiendo buena parte de su riqueza original de registros y posibilidades dramáticas. También se produjeron cambios estéticos, tan inconsistentes como significativos; por ejemplo, los actores franceses a menudo no usaban máscaras, ni siquiera actores consagrados como el veronés Angelo Costantini (llamado "Mezzettino" o "Mezetin") interpretando a su clásico Arlequín en las representaciones oficiales parisinas. Por el contrario, sí aumentó el uso de elementos ajenos a la improvisación, como el maquillaje (harinas blancas) y la presencia de los acróbatas y bailarines. En Francia, las compañías italianas coincidieron con las experiencias ambulantes juveniles de Molière, que más tarde aplicaría algunas de sus claves en obras como El enfermo imaginario.

### En Rusia

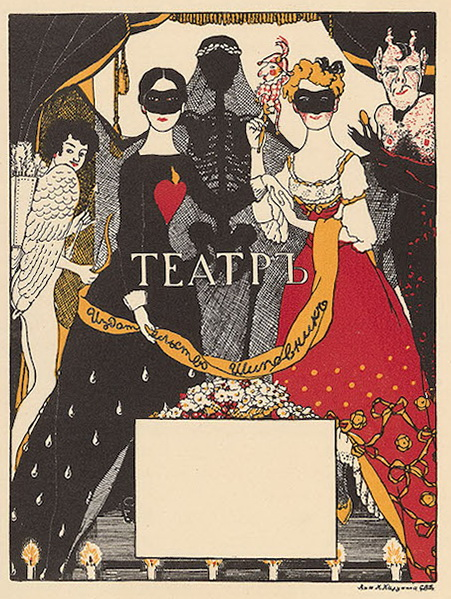
Portada de Konstantín Sómov para Teatro de feria de Aleksandr Blok. Durante la década de 1910, Sómov ilustró las obras de Blok y recreó algunos personajes de la comedia del arte.

Se ha documentado la presencia de la comedia italiana en Rusia desde 1733, donde llegó a hacerse muy popular en Moscú y San Petersburgo (ciudad de aspecto veneciano por sus canales) a finales del siglo xviii. Se trataba no obstante de la versión francesa y acaparada por tanto por el taciturno Pierrot, más afín a la sensibilidad rusa que los tipos originales italianos. La llegada al poder en 1796 del zar Pablo marcó el declive de la comedia del arte en tierras rusas coincidiendo con su práctica desaparición en la propia Italia.
No obstante, el interés demostrado por una serie de dramaturgos, actores y pintores rusos a principios del siglo xx, resucitó muchos de los esquemas básicos de la «Commedia dell'Arte». Así se percibe en la puesta en escena de Meyerhold del drama de Aleksandr Blok “Балаганчик” (La barraca de feria, 1906), estrenado en 1906 en el teatro de la actriz Vera Komissarzhévskaya, donde el propio Meyerhold encarnó el papel de Pierrot.
Asimismo, en la pintura rusa del primer cuarto del siglo xx, los tipos de la comedia del arte aparecen en los trabajos de cartelistas como Konstantín Sómov, Aleksandr Yevguénievich Yákovlev y Serguéi Sudeikin.

## Claves
Hay que considerar que un fenómeno teatral que duró más de tres siglos y que se desarrolló con personalidad propia en varios países, no puede describirse con claves absolutas y concretas... La máscara, por ejemplo, es un elemento característico de la comedia del arte, pero hay abundantes ejemplos y fuentes que demuestran que no siempre se usó. El mismo criterio habrá que aplicar a las siguientes diez claves:
1. Personajes fijos.
2. Improvisación
3. Herencia de juglares, bufones y malabaristas.
4. Creación colectiva
5. Interactividad de los actores con el público.
6. Esquema de "bandos": los enamorados (o "bando grave"); los amos o ancianos ("bando ridículo"); y los criados, distribuidos en primer «zanni» y segundo «zanni».
7. Puesta en escena adelantada a su tiempo.
8. Disfraces y travestismos.
9. Abuso del quiproquo.
10. El ritmo y la ilusión dramáticos priman sobre lo verosímil.[16]

## Personajes
Al contrario de lo que ocurría en el teatro inglés de la época, cuyas compañías estaban exclusivamente formadas por hombres (que hacían los papeles femeninos), en la "comedia del arte" también había actrices. Todos los personajes usaban máscara (media máscara para facilitar los parlamentos), con la excepción de los enamorados. Esta es la representación de algunos de ellos en los figurines del ilustrador francés Maurice Sand (hijo de George Sand).

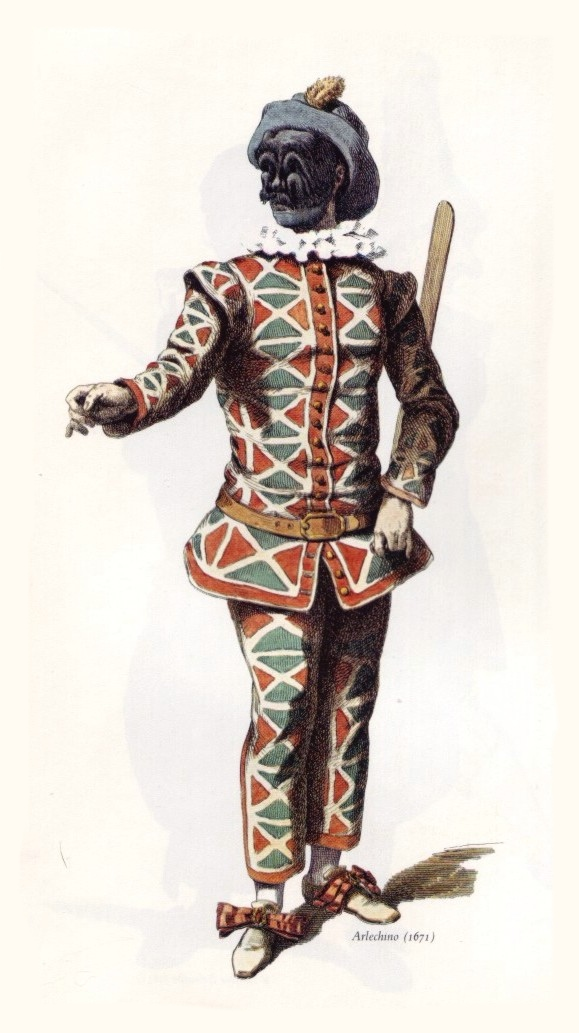
Arlequín
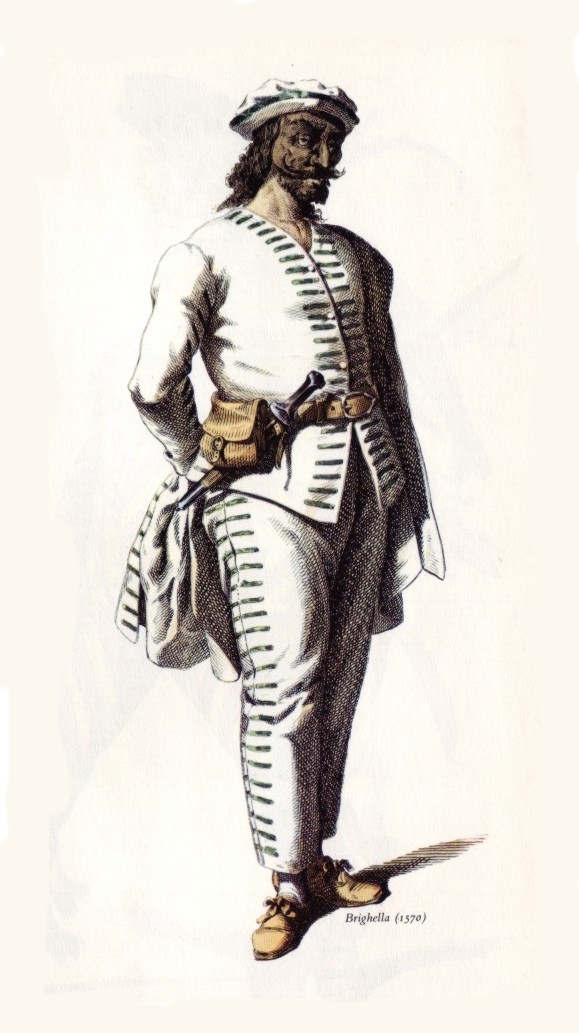
Brighella
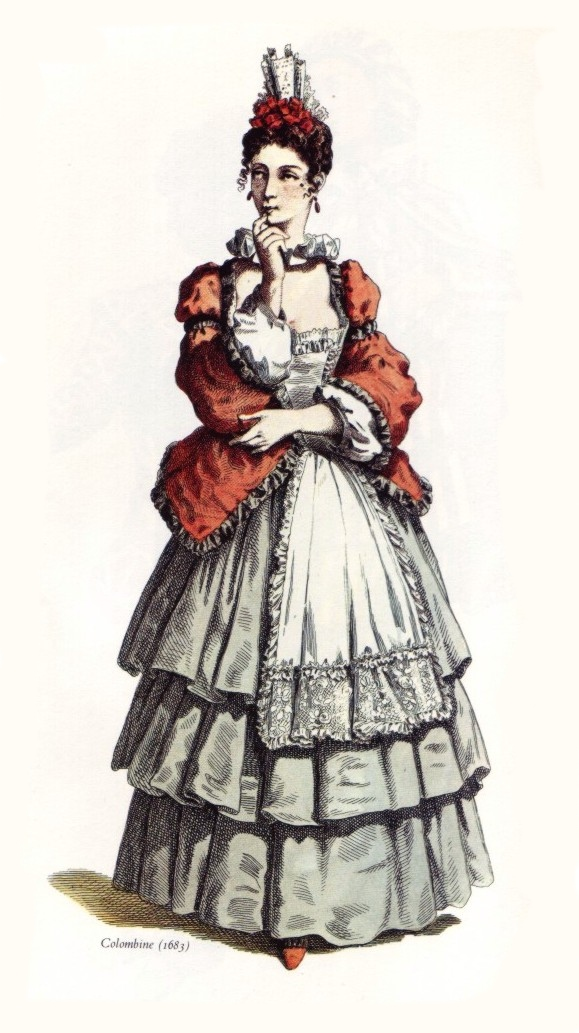
Colombina
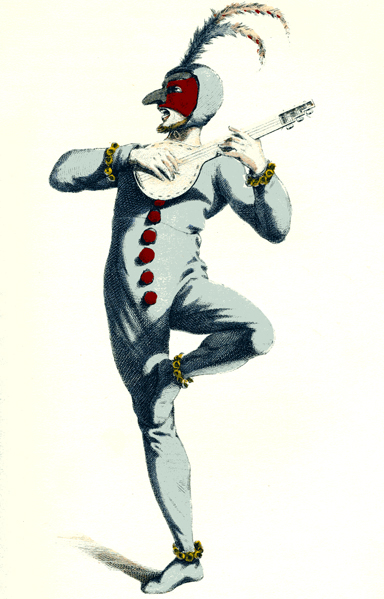
Coviello
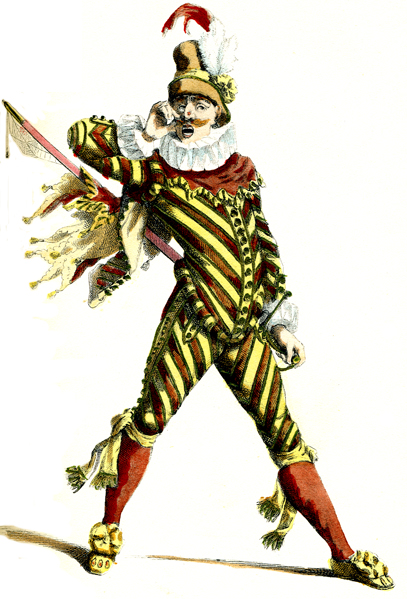
El Capitán
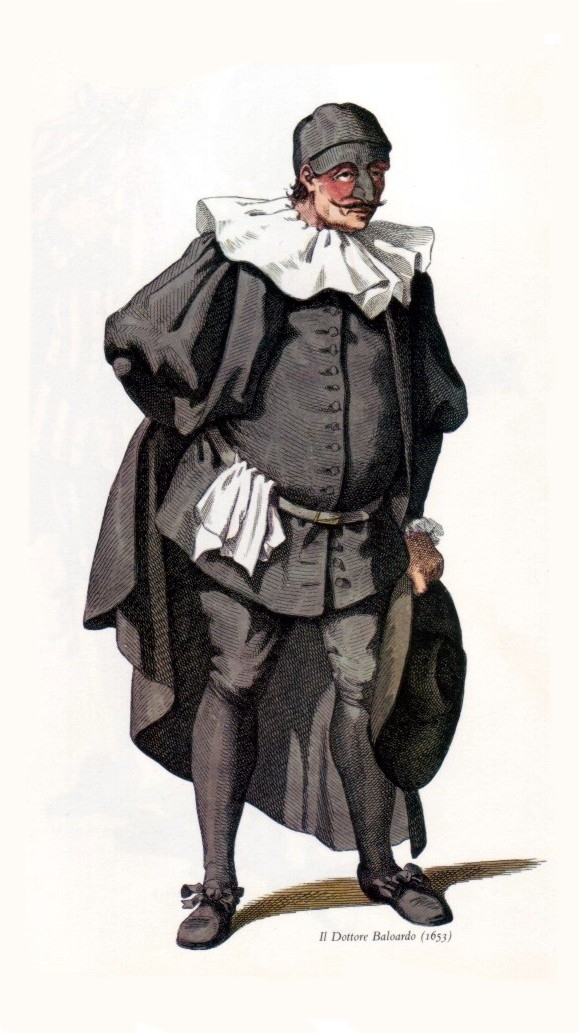
El Doctor
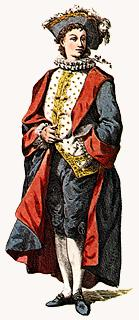
Florindo (Lelio)
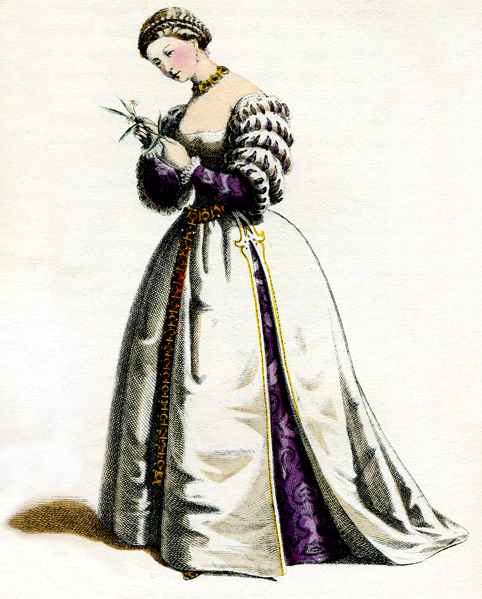
Isabella
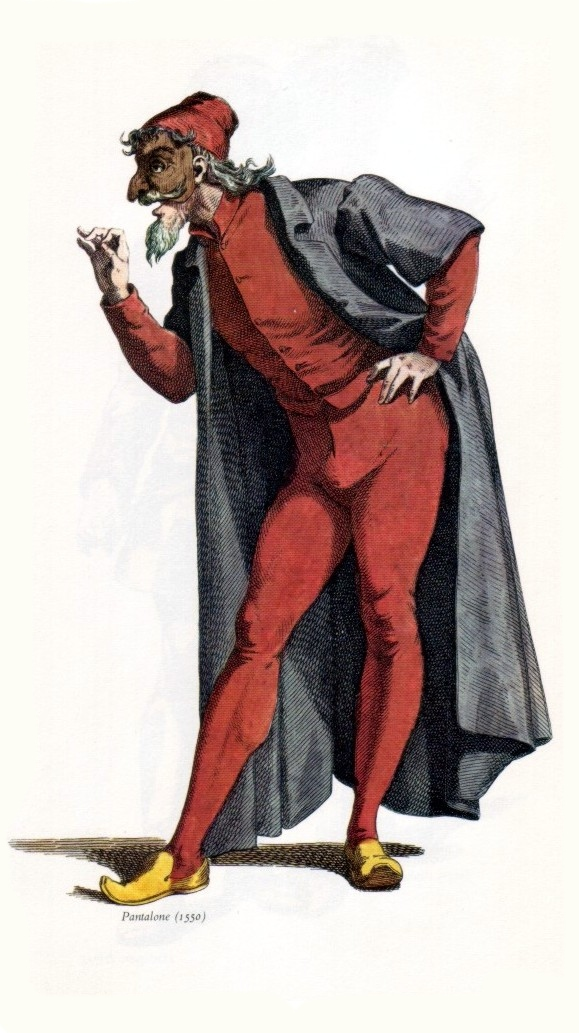
Pantaleón
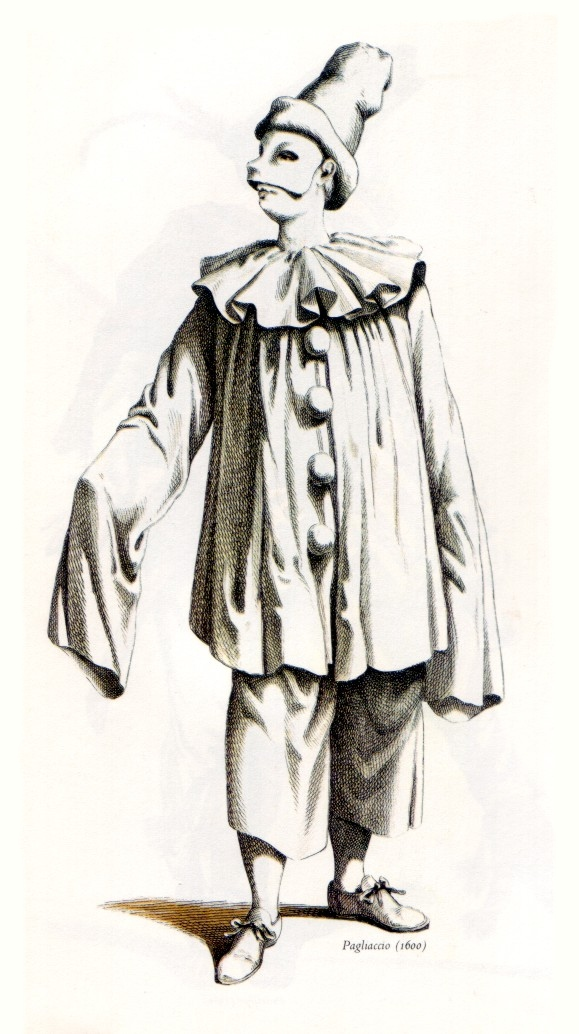
Polichinela
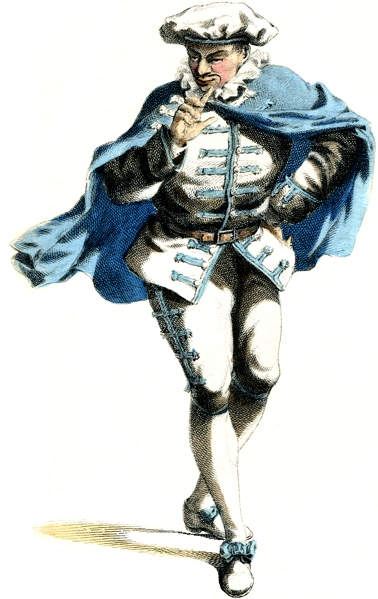
Scapino
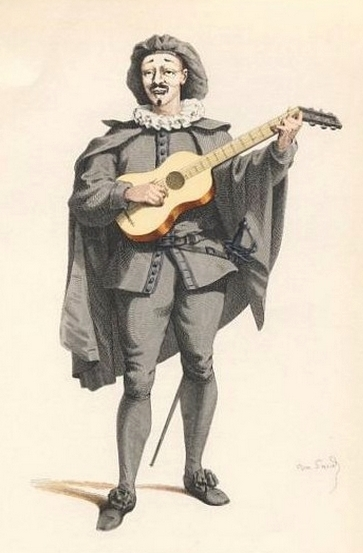
Scaramouche

La riqueza, muchas veces confusa, de personajes principales de la «Commedia dell'Arte», se debió a su desarrollo paralelo en zonas diferentes de la península italiana: Venecia, Nápoles y Roma. De ahí que convenga hacer una distribución:

### Personajes masculinos del modelo veneciano
- Pantaleón, Pantalón, «Pantalone» o «Pantaleone» (el viejo avaro), identificado otras veces como "el Magnífico", "Cassandra", el "Uberto" de la ópera bufa de Pergolesi La serva padrona, e incluso con el Shylock de El mercader de Venecia. Su máscara se corresponde con el águila.
- «Il Dottore» (el otro viejo verde), oriundo de Bolonia y entre otros nombres: "El Doctor (médico)", "Balanzone", "doctor Graziano". Su máscara se corresponde con el toro.
- Brighella, el primer bufón, «zanni» cómico y pícaro originario de Bérgamo.
- Arlequín o «Arlecchino» (el segundo cómico o criado tonto), confundido a veces con "Mezzettino" , "Truffaldino" y "Tabarin".

### Personajes masculinos del modelo napolitano
- "Tartaglia" (el juez tartamudo), uno de los viejos o amos en el modelo napolitano.
- "Il Capitano" o Capitán (versión del «miles gloriosus» de Plauto), soldado fanfarrón y cobarde, que generó a su vez a Scaramuccia (el francés "Scaramouche"). Su máscara se corresponde con el gallo.
- "Coviello" (el primer cómico o criado listo).
- "Pulcinella" o Polichinela (el segundo cómico o criado tonto).
- Lelio (el joven enamorado), otras veces llamado "Orazio", "Lucio" "Flavio", "Florindo", etc.

### Personajes femeninos comunes
- "Rosaura" (la joven enamorada), por otros nombres: "Luchinda", "Vittoria", y que a veces tomaba el nombre de la actriz que interpretaba ese papel (como en el caso de la "Isabella" de Isabella Andreini).
- Colombina (pareja de Arlequín y criada con más protagonismo), identificada unas veces y confundida otras con las: Fantesca, Fiametta, Smeraldina, Franceschina, Mariolina, Ricciolina, Arlequina, Pasquetta, Diamantina, Turchetta, Sineraldina...

## Manuscritos
- Placido Adriani (1734): Selva overo zibaldone di concetti comici raccolti dal P.D.Placido Adriani di Lucca. Manuscrito Biblioteca Municipal (A 20), Perusa.
- Stefanello Bottarga (hacia 1580): Zibaldone (cuaderno de notas de una compañía italiana de comediantes), Palacio Real, Real Biblioteca (II/1586), Madrid.
- Doménico Bruni (1621): Prologhi de Domenico Bruni, Biblioteca Nacional Braidense, Ag. XIV. 24, Milán.
- Casanatense (mediados del siglo XVII): Manuscritos, Biblioteca Casantense (4186) Roma.
- Correr (anterior a 1630): 51 manuscritos del Museo Correr (núm. 1040), Venecia.
- Corsini, Raccolta di Scenari piu scelti d'Istrioni Divisi in Due Volumi. Manuscrito de la Real Accademia dei Lincei (Códices 45G.5 y 45G.6), Palacio Corsini, Roma.
- Basilio Locatelli (1622): Scenario. Della Scena de' Soggetti Comici et Tragici di Basilio Locatello Romano, Manuscrito Biblioteca Casanatense, Códices 1211, 1212.
- Antonio Passanti (recopilador, 1700): Manuscritos copiados para el conde de Casmarciano, Biblioteca Nacional (XI.AA. 40 y 41), Nápoles.
- Vaticano (finales del siglo XVII): Manuscritos, Biblioteca Vaticana (Barb. Lat. 10244 y 3895), Ciudad del Vaticano.

## En Picasso
La pasión que Pablo Picasso demostró por diversos personajes de la comedia del arte, reunida más tarde en diferentes «suites» ("Suite de los Arlequines", "Suite de los Saltimbanquis", etc), ofrece una mirada poética de un mundo evocado por el pintor malagueño a partir de escenas circenses y otros espectáculos populares del París del primer cuarto del siglo XX. Desde sus cuadros del periodo rosa, como La familia de saltimbanquis (1905) o La mujer del acróbata (1904), hasta esculturas como la cabeza de El loco (cabeza de arlequín), modelada en barro tras una visita al Circo Medrano; pasando por su variopinta serie de arlequines, Polichinelas y Pierrots, en la que se incluyen un par de famosos retratos de sus hijos Paulo y Claude.
No menos intensa fue la dedicación de Picasso al diseño de vestuario para un total de cinco ballets, entre 1915 y 1924, en colaboración con Serguéi Diáguilev, y a través de su amistad con Jean Cocteau.

## En la música
En el año 2012 la compositora norteamericana Ellen Taaffe Zwilich compuso su obra Commedia dell'Arte, para violín y orquesta de cuerdas. Sus cuatro movimientos se titularon: Arlecchino, Columbina, Capitano y Cadenza and Finale. Los tres primeros hacían referencia a personajes de la Comedia del arte del Renacimiento italiano.